# Osmia lanei
Osmia lanei är en biart som beskrevs av Sandhouse 1939. Osmia lanei ingår i släktet murarbin, och familjen buksamlarbin. Inga underarter finns listade i Catalogue of Life.